# Marie-Lætitia Bonaparte-Wyse
Cet article possède un paronyme, voir Marie Bonaparte (homonymie).
Pour les articles homonymes, voir Bonaparte (homonymie) et Wyse.
Marie-Lætitia Bonaparte-Wyse, par mariage comtesse Frédéric-Joseph de Solms puis Madame Urbano Rattazzi, enfin Doña Maria-Letitia de Rute y Ginez, née à Waterford (Irlande) le 25 avril 1831 et morte à Paris le 6 février 1902, est une femme de lettres, poétesse, fondatrice de plusieurs revues, journaliste empruntant plusieurs pseudonymes comme « Le baron de Stock » ou « Bernard Camille ». Elle est aussi surnommée « La Muse des Alpes ».

## Famille
Fille de la princesse Lætitia Bonaparte (1804-1871) et du politicien irlandais Sir Thomas Wyse, il est de notoriété publique que son père biologique était un officier de l'armée britannique, le Capitaine Studholm John Hodgson avec qui sa mère vivait depuis plusieurs années. Elle est la petite-nièce de Napoléon Ier et la petite-fille de Lucien Bonaparte et d'Alexandrine de Bleschamp. Elle est la sœur du poète irlandais William Charles Bonaparte-Wyse et de Lucien Napoléon Bonaparte-Wyse l'un des promoteurs du canal de Panama.

## Biographie
Le 12 décembre 1848, elle épouse sur un coup de tête, pour résister à sa mère le comte Frédéric Joseph de Solms (1815-1863) . En 1850, jeune et coquette, elle rêve de poésie. À Paris, elle tient un salon fréquenté par Victor Hugo, Gérard de Nerval, François Ponsard, Sainte-Beuve, Alexandre Dumas, George Sand et Eugène Sue et qui rivalise avec celui de la Princesse Mathilde. Vers 1852 et malgré sa parenté avec l'empereur, elle est interdite de séjour à Paris par la police de Napoléon III qui la soupçonne de complot et d'espionnage ainsi que d'un pamphlet irrespectueux envers l'impératrice Eugénie et la cour impériale - Le mariage d'une Espagnole - et s'exile en Savoie, à Aix-les-Bains où elle met toute son énergie et réussit à faire vivre son salon au chalet de Solms, chalet où elle va habiter de 1853 à 1863. Entre 1853 et 1857, elle entretient une relation forte et scandaleuse avec Eugène Sue, son aîné de 28 ans, qui vient souvent lui rendre visite depuis son exil d'Annecy-le-Vieux.
En 1854 elle fait construire le premier véritable théâtre d'Aix-les-Bains, dans ce théâtre dont elle est la directrice et l'animatrice, elle fit jouer des pièces de Marivaux, d'Alfred de Musset, d'Alexandre Dumas, de François Ponsard, d'Octave Feuillet puis des comédies de sa composition, elle recevra la visite du célèbre violoniste Van der Heyden et de Feydeau en 1859, son talent la pousse en 1858 à créer une revue littéraire et artistique Les Matinées d'Aix-les-Bains complétée en 1863 par le Journal du Chalet, elle y commente la vie littéraire française ainsi que les activités de la station.

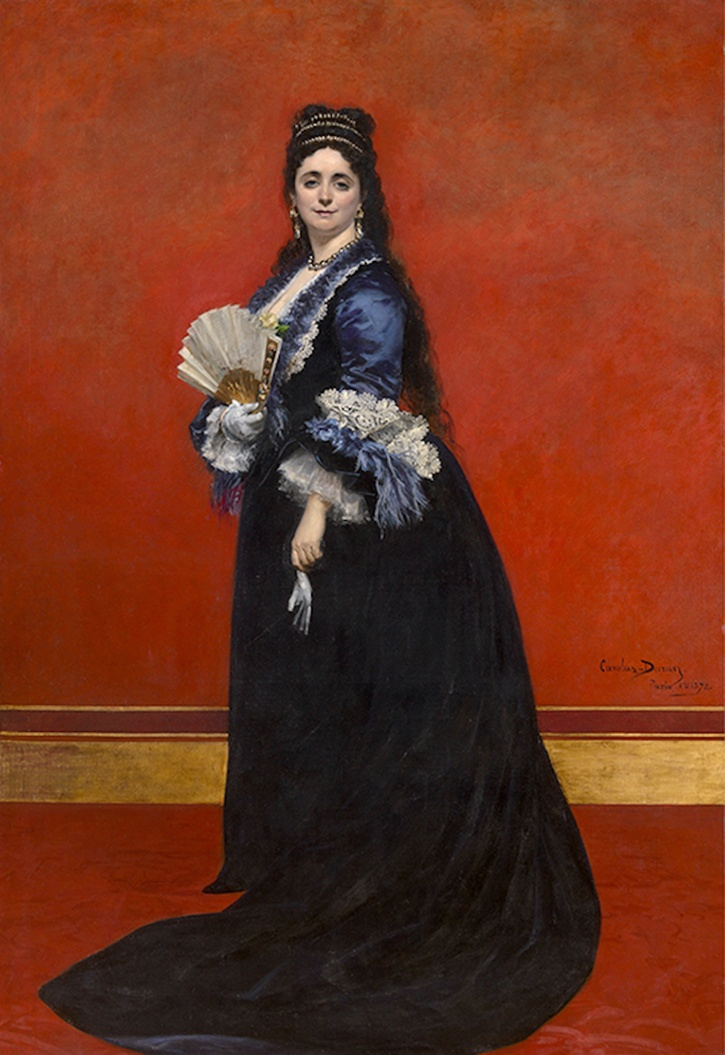
Portrait de Marie Rattazzi par Carolus-Duran, en 1872.

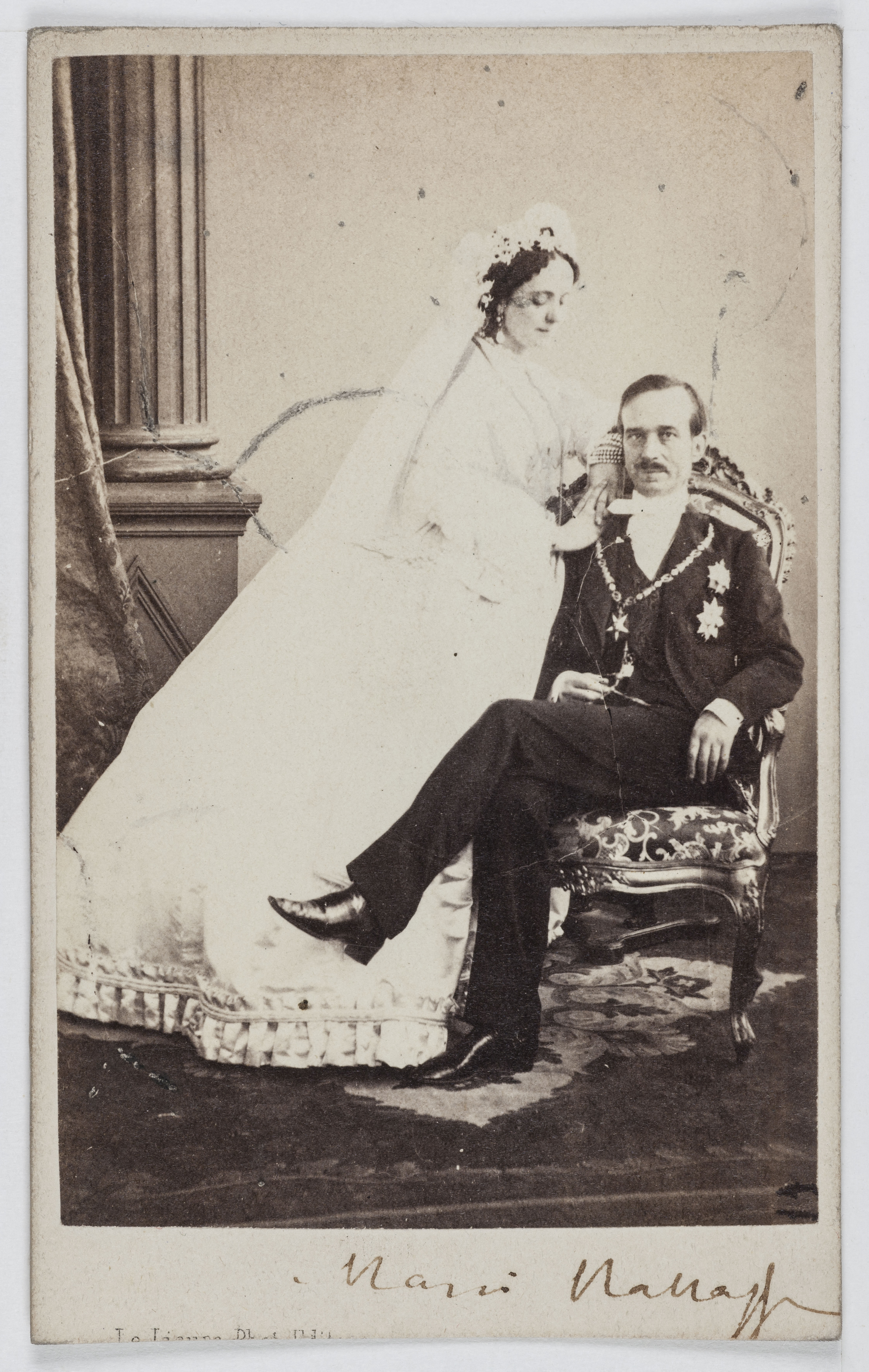
Photographie par Henri Le Lieure de Marie et Urbano Rattazzi, conservée au musée Carnavalet.

Elle se remarie le 3 février 1863 à Turin avec Urbano Rattazzi, premier ministre du royaume d'Italie, 15 jours après l'enterrement de son premier mari et vit désormais à Turin, revenant régulièrement à Aix-les-Bains pour ses vacances. En 1872, Carolus-Duran peint son portrait, désormais conservé au musée royal des Beaux-Arts d'Anvers.
Veuve pour la seconde fois en 1873, elle épouse en troisièmes noces Don Luis de Rute y Ginez (1844-1889), sous-secrétaire d'état et maire de Cortes (Navarre) en Espagne, qui meurt en 1889. Femme de lettres, fondatrice de revues, et journaliste, elle utilise plusieurs pseudonymes comme « Le baron de Stock » ou « Bernard Camille ». Elle est comparée par certains à Germaine de Staël. Elle fonde « Les matinées d'Aix-les-Bains », revue qui lui sert à publier ses poèmes, et qui serviront à organiser des salons de lecture dans ses appartements, en présence d'écrivains et d'artistes savoyards.
Elle vendit le chalet de Solms en 1894, à Marius Sammarcelli, propriétaire du casino de la Villa des Fleurs d'Aix-les-Bains.
Elle meurt à Paris en 1902. Elle a souhaité être enterrée à Aix-les-Bains, ville qui l'avait bien accueillie pendant son exil, elle repose aux côtés de sa fille morte à 3 ans dans la cité savoyarde renversée par une navette d'hôtel après avoir échappé à la vigilance de sa nourrice.
C'est à cette femme d'exception qui entretient une ambiance d'élégance, de luxe, d'art et d'esprit que Théodore de Banville écrit ces vers :
« L'avenir dont la gloire est la sainte nourrice
Vous verra resplendir, ignorante du mal,
Ô sublime inspirée, ô grande inspiratrice
Comme une Béatrice en un ciel idéal. »

## Anecdotes
- Elle a appris la miniature et la peinture avec Mme de Miribel, la sculpture avec James Pradier, la caricature avec Honoré Daumier, le journalisme avec Tony Révillon, la musique avec Rossini et Chopin[8].
- Chateaubriand disait d'elle : « c'est une enfant de génie[8]. »
- Lors de son arrivée à Aix-les-Bains en 1852, le Journal de Chambéry salue sa venue comme celle d'« une jeune personne devenue une des célébrités de notre époque par la supériorité de son esprit[8]. »
- Elle a publié la correspondance reçue de Pierre-Jean de Béranger[9].

## Hommage
- Une rue d'Aix-les-Bains porte son nom : l'avenue Marie-de-Solms.

## Galerie

Portraits de Marie-Laetitia
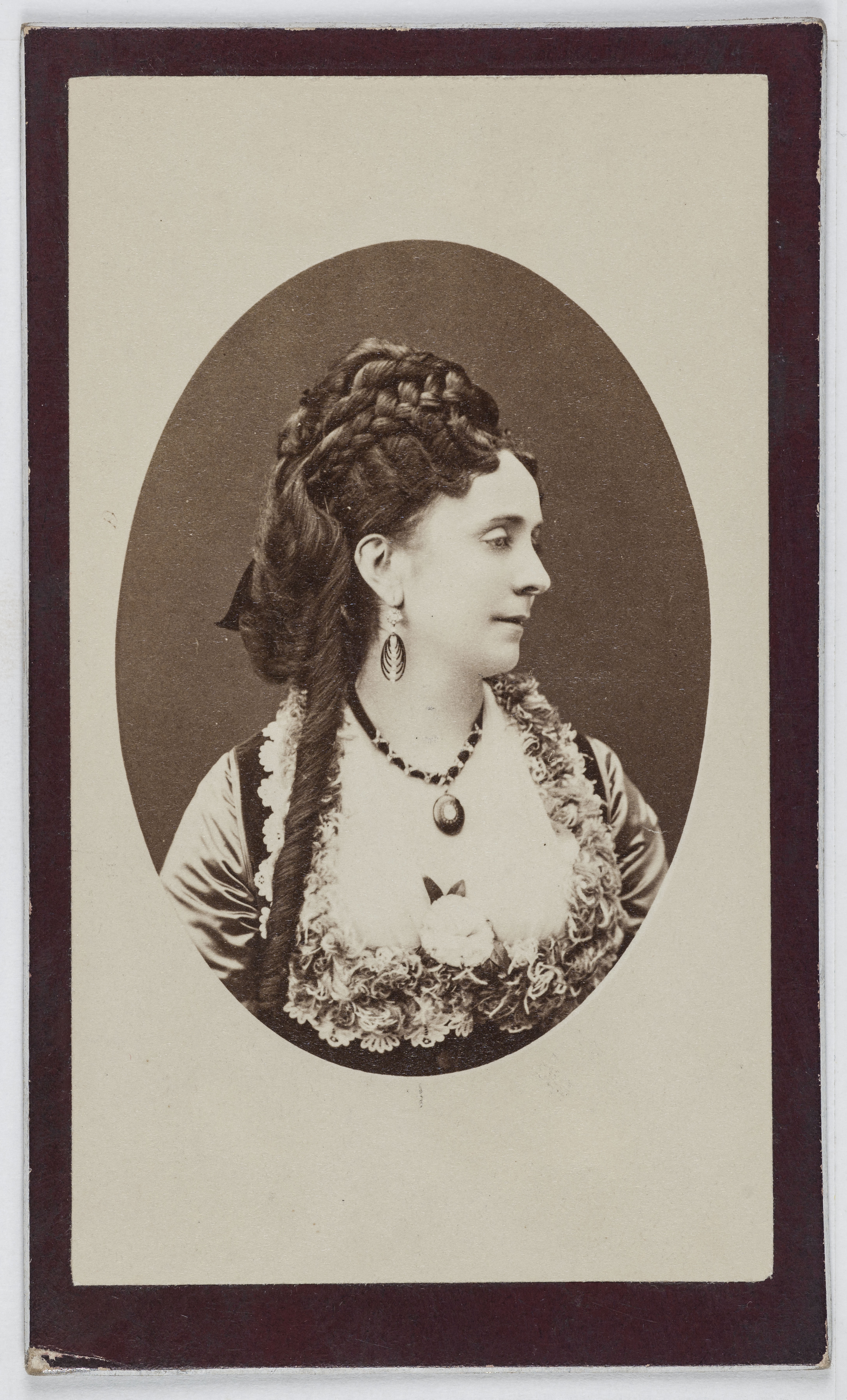
Photographie anonyme, 1860-1890, musée Carnavalet (Paris).
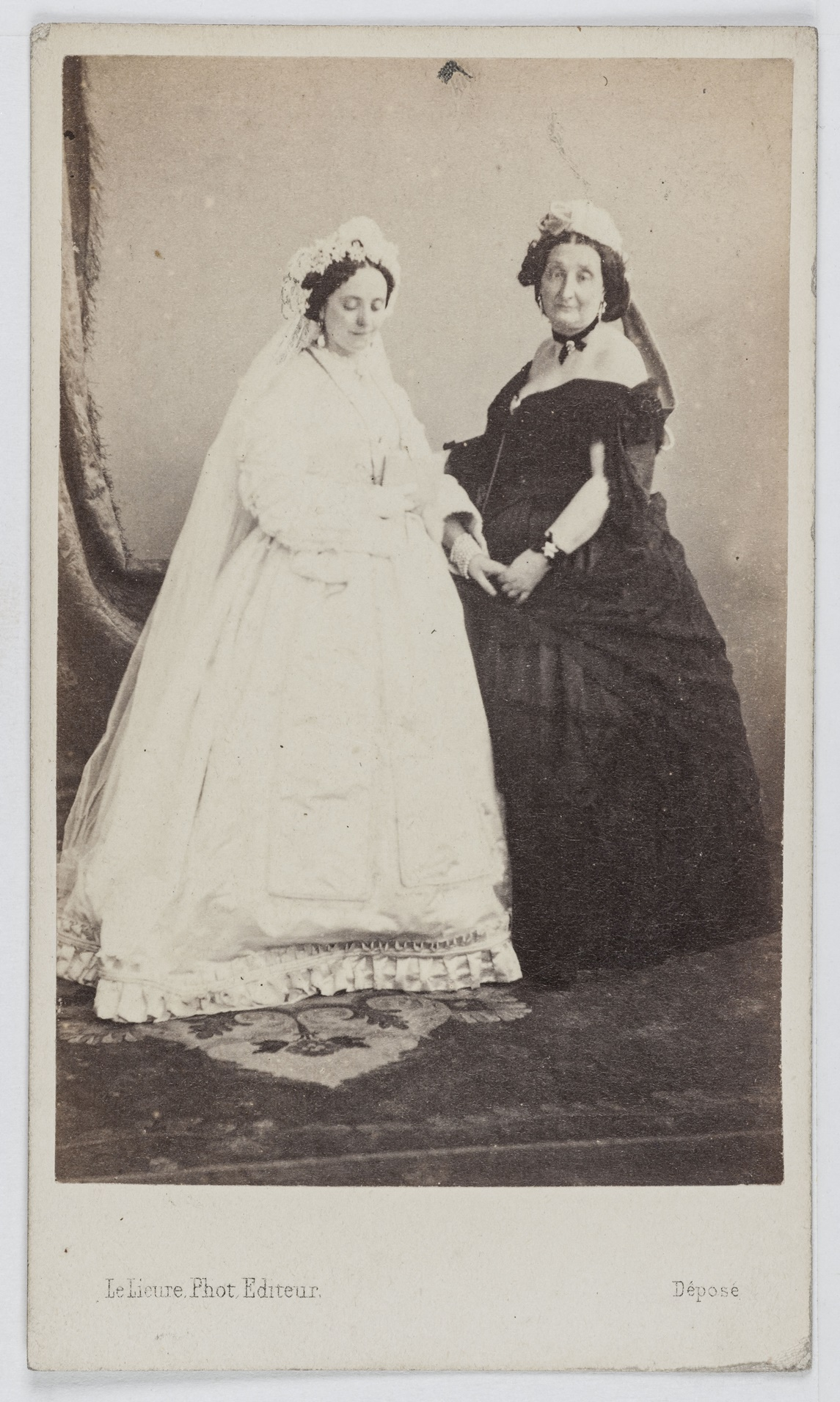
Photographie par Henri Le Lieure, Marie-Lætitia et sa belle-mère Isabella Rattazzi.
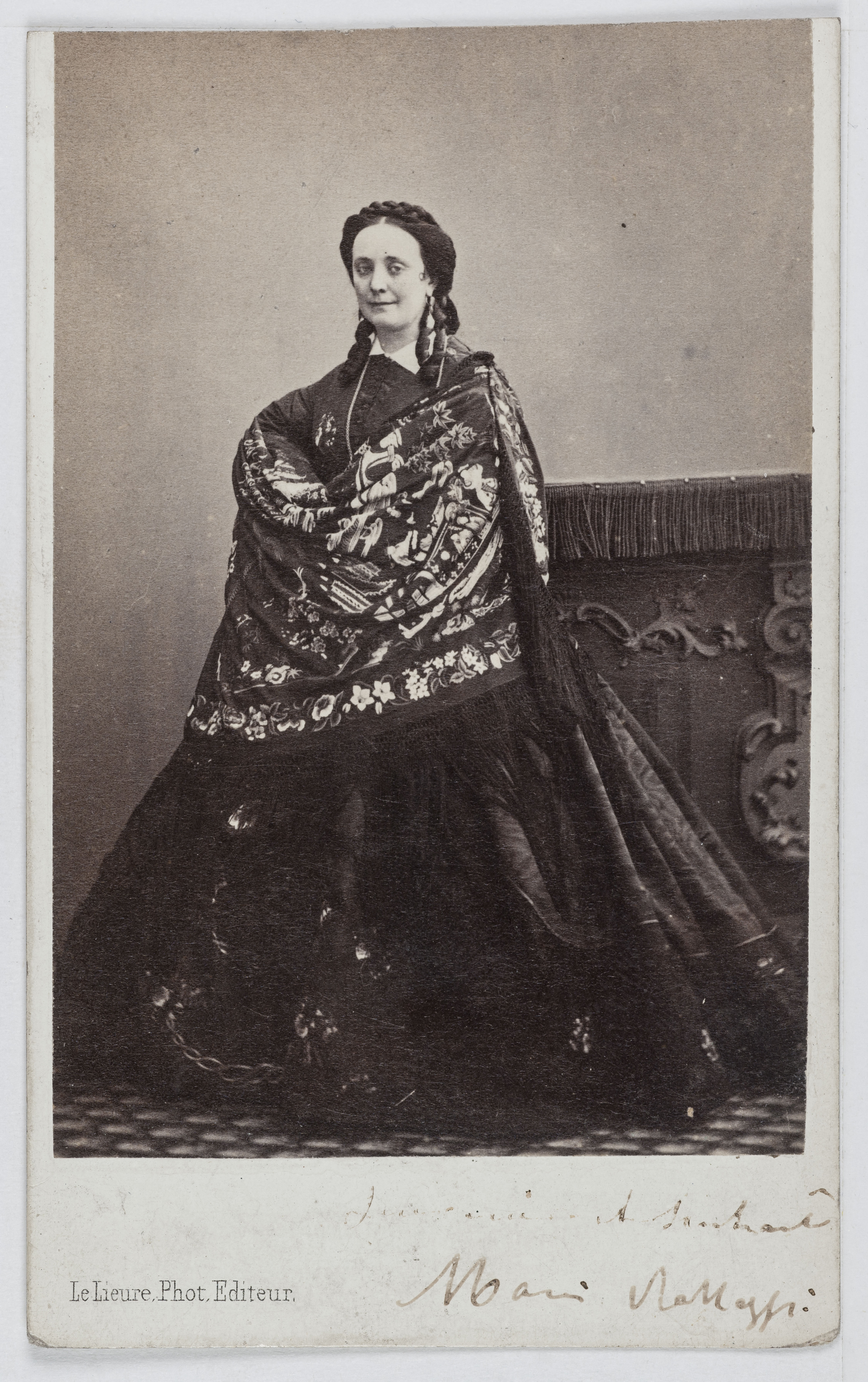
Photographie par Henri Le Lieure.
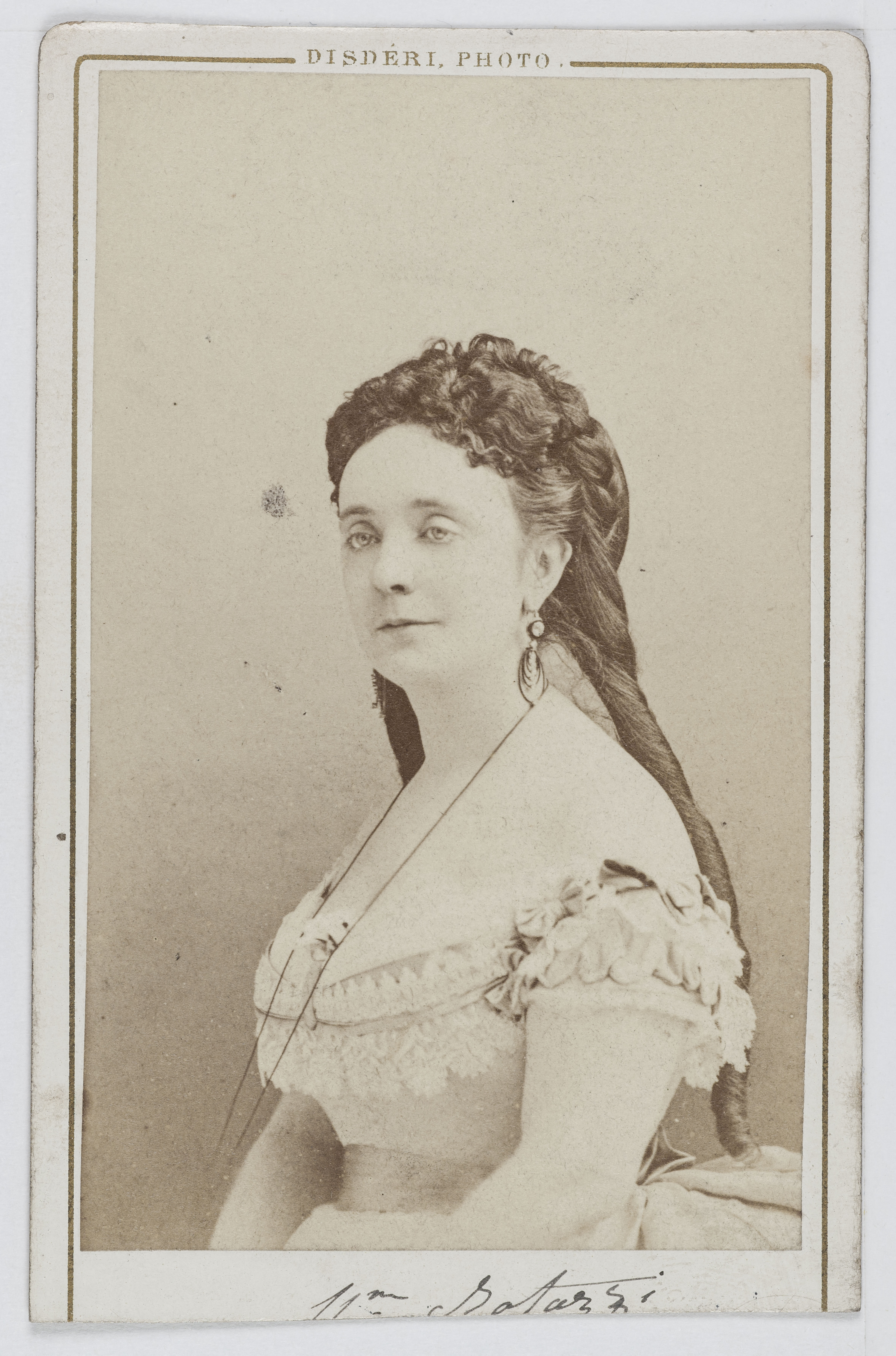
Photo : André-Adolphe-Eugène Disdéri.
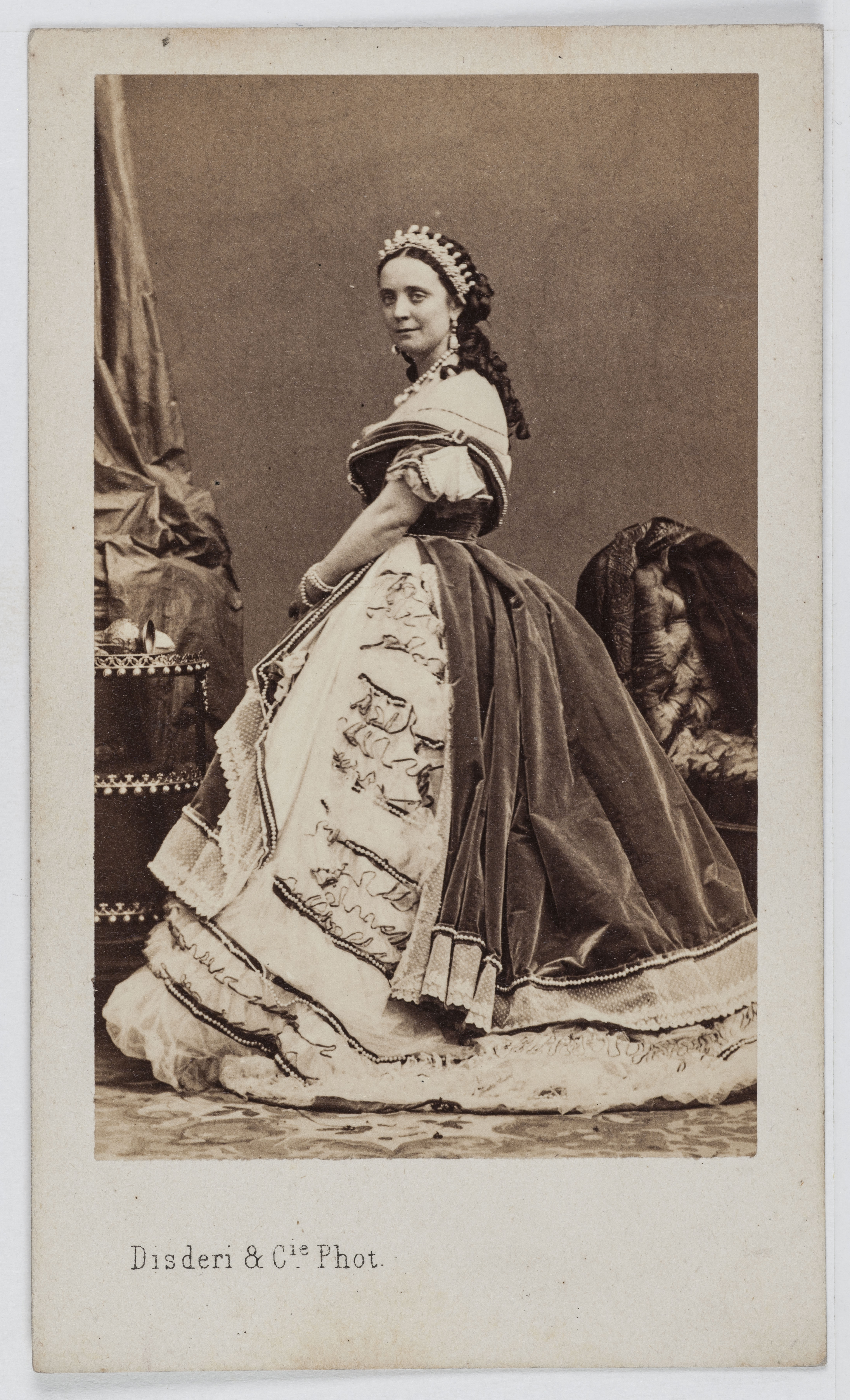
Photographie de Disderi & Cie.

## Œuvres
- Les matinées d'Aix-les-Bains, Revue artistique et littéraire qu'elle fonde et dans laquelle elle écrit à partir de 1858
- Fleurs d'Italie, poésies et légendes, 1859, publié à Chambéry, par l'imprimerie Ménard et Compagnie, fut publié sous le nom de Marie de Solms
- La Dupinade suivie des Chants de l'exilée, Poésie, 1859, publié à Genève, par l'Imprimerie Vaney, Rue et Maison de la croix d'or, parue sous le nom de Marie de Solms, née Bonaparte-Wyse
- Réputation d'une femme, 1861, parue sous le nom de Marie de Solms
- Mademoiselle Million, recueil de contes et de nouvelles, 1863, publié à Paris par Dentu
- Le journal du chalet, revue artistique et littéraire qu'elle fonde et dans laquelle elle écrit à partir de 1863
- Le mariage d'une Créole, roman, 1864), le livre fut publié sous le nom de Madame Rattazzi et fut interdit en France
- Les Rives de l'Arno, poésie, 1865, publié à Paris, par les éditions E. Dentu sous le nom de Madame Rattazzi
- La Forge, 1865, paru sous le nom de Madame Rattazzi
- Les Soirées d'Aix-les-Bains, revue, 1865, publié à Paris par les éditions Faure, avec un frontispice gravé par Darodes, d'après un dessin de Marie de Solms
- Les matinées Italiennes, revue qu'elle fonde et dans laquelle elle écrit, 1865
- Les débuts de la forgeronne, 1866, paru sous le nom de Madame Rattazzi
- La Mexicaine, 1866, publié à Paris par Alexandre Cadot, paru sous le nom de Madame Rattazzi
- Le piège aux maris, 1867, paru sous le nom de Madame Rattazzi
- Bicheville ou le Chemin du Paradis, 1867, publié à Paris, par les éditions Cadot et Degorce, paru sous le nom de Madame Rattazzi
- Nice ancienne et moderne, 1868, paru sous le nom de Madame Rattazzi
- L'aventurière des colonies, drame en 5 actes, 1868, paru sous le nom de Madame Rattazzi
- Si j'étais reine !!, 1868, paru sous le nom de Madame Rattazzi
- Le rêve d'une ambitieuse, autobiographie, 1868, publié par les éditions Dentu sous le nom de Madame Rattazzi
- Florence : portraits, chronique, confidences, 1870, paru sous le nom de Madame Rattazzi
- Cara Patria. Echos italiens, 1873, publié à Paris par la librairie des Bibliophiles, sous le nom de Madame Rattazzi avec un portrait en frontispice
- L'ombre de la mort, 1875, publié par la Librairie des Bibliophiles, avec un portrait en frontispice
- Le roman d'Aline, 1875, publié par la Librairie des Bibliophiles, avec un portrait en frontispice
- L'Espagne moderne, 1879, publié par les éditions Dentu, paru sous le nom de Madame Rattazzi
- Le Portugal à vol d'oiseau, 1879, publié à Paris par A. Degorce-Cadot, paru sous le nom de Madame Rattazzi
- Urbain Rattazzi et son temps, biographie, parue en 1881 ou 1887, à Paris par les éditions Dentu sous le nom de Madame Rattazzi
- Les matinées Espagnoles, revue qu'elle fonde en 1883 et dans laquelle elle écrit et qui deviendra "Nouvelle Revue Internationale" vers 1888
- La belle Juive, 1886, publié par les éditions Ollendorff, paru sous le nom de Madame Rattazzi
- Énigme sans clé, 1886, publié par les éditions Ollendorff, paru sous le nom de Madame Rattazzi
- Une époque. Emilio Castelar : sa vie, son œuvre, son rôle historique. Notes, impressions et souvenirs, biographie, 1899, publié à Paris par l'Ancienne Librairie Germer Bailliére et Cie, paru sous le nom de Madame Rattazzi
- La Petite Reine (Impressions et Souvenirs de Hollande), 1899, paru sous le nom de Madame Rattazzi
- Urbain Rattazzi par un témoin de sa vie, correspondance, 1899
- La fin d'une ambassadrice, 1900, publié par les éditions Flammarion
- Le portrait de la Comtesse, poésie, publié par les éditions Degorce-Cadot
- L'amour à Coppet, comédie
- Pour un doigt, comédie
- Le muet qui parle, comédie
- Le chant du cygne, comédie
- Une nuit de noces, comédie
- Préface aux Contes Rémois, préface
- Nice-la-Belle
- La Chanteuse des Colonies, 2 volumes
- La Grand'mère, nouvelles, par les éditions Flammarion
- Un divorce, drame, traduit du portugais
- Boutades, poésies
- Recherche de l'idéal, poésies
- Le cousin Basile, traduction